# Jean-Claude Sauzier
Jean-Claude Sauzier, dit Nano Sauzier, né le 12 janvier 1935 à Curepipe et mort d'un cancer le 1er octobre 2014 (à 79 ans), est un sportif mauricien pluridisciplinaire.

## Biographie
Principalement footballeur, il est aussi tout à tour athlète, tennisman, rugbyman et basketteur.
En 1956, il est appelé pour la première fois en équipe de Maurice de football, évoluant au poste de gardien de but. Il a joué au Dodo Club.
Il est médaillé d'or du tournoi double messieurs de tennis aux Jeux des îles de l'océan Indien 1979 à La Réunion avec Herbert Couacaud, et médaillé de bronze en simple messieurs.
En 1985, c'est à lui que revient l'honneur d'allumer la vasque des Jeux des îles de l'océan Indien.
Le 9 décembre 1999, il est désigné « sportif du siècle » par l'Association des journalistes sportifs de Maurice,,.